# Stephen Ferris
Pour les articles homonymes, voir Ferris.

a Compétitions nationales et continentales officielles uniquement.

b Matchs officiels uniquement.
Dernière mise à jour le 23 février 2017.
Stephen Ferris, né le 2 août 1985 à Portadown, est un joueur de rugby à XV. Il compte 35 sélections avec l'équipe d'Irlande de 2006 à 2012, évoluant au poste de numéro 8 ou numéro 6. 

## Biographie
Stephen Ferris fait partie de l'équipe d'Irlande des moins de 21 ans qui dispute la Coupe du monde en Argentine en 2005. Il obtient sa première cape internationale à l’occasion d’un test-match le 26 novembre 2006 contre la Sélection des îles du Pacifique. Il ne dispute pas le Tournoi des Six Nations 2011 pour cause de blessure. 
Il annonce sa retraite sportive à l'âge de 28 ans en raison d'une blessure à la cheville.

## Statistiques en équipe nationale
- 35 sélections
- 10 points (2 essais)
- Sélections par années : 1 en 2006, 3 en 2007, 4 en 2008, 8 en 2009, 8 en 2010, 6 en 2011, 5 en 2012
- Tournois des Six Nations disputés : 2008, 2009, 2010 et 2012
- Participation à la Coupe du monde : 2011